# Alglukozidaza alfa
Alglukozidaza alfa (Lumizyme, Myozyme) orfanski lek je za terapiju enzimske zamene kojom se tretira Pompeova bolest (glikogenoza tipa II), retko nasledno metaboličko oboljenje. Alglukozidaza alfa se sastoji od ljudskog enzima, kisele a-glukozidaze (GAA). Ona se proizvodi primenom rekombinantne DNK tehnologije na CHO ćelija.

## Literatura
- Hardman JG, Limbird LE, Gilman AG (2001). Goodman & Gilman's The Pharmacological Basis of Therapeutics (10. изд.). New York: McGraw-Hill. ISBN 0071354697. doi:10.1036/0071422803.
- Thomas L. Lemke; David A. Williams, ур. (2007). Foye's Principles of Medicinal Chemistry (6. изд.). Baltimore: Lippincott Willams & Wilkins. ISBN 0781768799.

## Spoljašnje veze
|  | Molimo Vas, obratite pažnju na važno upozorenje u vezi sa temama iz oblasti medicine (zdravlja). |